# Prionispa tenuicornis
Prionispa tenuicornis es una especie de insecto coleóptero de la familia Chrysomelidae.
Fue descrita científicamente en 1909 por Gestro.